# Francesca Bortolozzi-Borella
Pour les articles homonymes, voir Borella.
Francesca Bortolozzi-Borella est une fleurettiste italienne née le 4 mai 1968 à Padoue. Elle est mariée au fleurettiste Andrea Borella.

## Carrière
La fleurettiste italienne participe à l'épreuve de fleuret par équipe lors des Jeux olympiques d'été de 1988 à Séoul et remporte la médaille d'argent olympique avec ses coéquipières Annapia Gandolfi, Lucia Traversa, Dorina Vaccaroni et Margherita Zalaffi. Aux Jeux olympiques d'été de 1992 à Barcelone, Francesca Bortolozzi-Borella décroche la médaille d'or par équipe avec Giovanna Trillini, Diana Bianchedi, Margherita Zalaffi et Dorina Vaccaroni, et se classe dix-neuvième de l'épreuve individuelle. Elle concourt aux Jeux olympiques d'été de 1996 à Atlanta et est à nouveau sacrée championne olympique dans l'épreuve de fleuret par équipe avec Valentina Vezzali et Giovanna Trillini.